# Westside Gunn
Alvin Lamar Worthy (nascido em 27 de julho de 1982), conhecido profissionalmente como Westside Gunn, é um rapper americano de Buffalo, Nova Iorque. Westside Gunn é co-fundador da gravadora independente de hip-hop Griselda Records. É irmão do rapper Conway The Machine e primo do rapper Benny the Butcher, colaborando com ambos frequentemente. Westside Gunn lançou quatro álbuns de estúdio, além de um extenso catálogo de mixtapes. Gunn foi afiliado da Shady Records entre 2017 e 2020, mas entretanto voltou a lançar música de forma independente.

## Discografia

### Álbuns de estúdio
- FLYGOD (2016) [2]
- Supreme Blientele (2018) [2]
- Pray for Paris (2020) [2]
- Who Made the Sunshine (2020) [2]

### Com Griselda
- Don’t Get Scared Now (2016)
- WWCD (2019)

### Mixtapes
- Flyest Nigga in Charge Vol. 1 (2005)
- Hitler wears Hermes (2012)
- Hitler wears Hermes II (2014)
- Hitler wears Hermes III (2015)
- Hitler wears Hermes IV (2016)
- Hitler weats Hermes V (2017)
- Hitler wears Hermes VI (2018)
- Flygod is an Awesome God (2019) [2]
- Hitler wears Hermes VII (2019) [2]
- Flygod is an Awesome God II (2020) [2]
- Hitler wears Hermes 8: Sincerely, Adolf (2021) [2] - nº196 no Billboard 200[3]
- Hitler wears Hermes 8: Side B (2021)
- Gunnlib (com Madlib) (TBA)